# Fritz Ostler
Fritz Ostler (* 14. Mai 1907 in Freilassing; † 8. März 1999 in München) war ein deutscher Jurist.

## Leben
Fritz Ostler studierte Rechtswissenschaften an der Universität München und absolvierte in den Jahren 1930 bis 1933 den juristischen Vorbereitungsdienst in München. 1931 wurde er mit der Dissertationsschrift „Das Klageerzwingungsverfahren“ promoviert und wurde wissenschaftlicher Assistent beim Strafrechtler Ernst von Beling, der allerdings 1932 verstarb.
Ostler erhielt er am 7. September 1933 die Zulassung als Rechtsanwalt bei den Landgerichten München I und München II sowie beim Oberlandesgericht München und war überwiegend in Zivilsachen tätig. Seit 1937 war er mit Maria-Margarete Loecherer verheiratet. Im Jahr 1937 vertrat Ostler den J. Schweitzer Verlag gegen den Juristen Felix Herzfelder, welcher für den Verlag den Erbrechtsteil im Staudinger verfasst hatte, nun aber als Jude nicht mehr publiziert werden sollte. Herzfelder wurde von dem 1933 nach der Machtübergabe an die Nationalsozialisten abgesetzten Vorsitzenden des Bayerischen Anwaltverbandes und Vorstandsmitglied des Deutschen Anwaltvereins Max Friedlaender vertreten, der in seiner Autobiografie an das Prozessgeschehen erinnert. Ostler setzte in der Verhandlung Herzfelder polemisch mit Shylock gleich,  woraufhin er vom Vorsitzenden Hans Ehard gefragt wurde, ob Ostler verlange, dass Herzfelder, weil er Jude sei, den Prozess verlieren solle. Ehard fällte ein mutiges Urteil trotz der antisemitischen Hetze im und außerhalb des Gerichtssaals. Ostler wurde seit 1935 als Mitautor beim Staudinger-Kommentar aufgeführt und wurde von Friedlaender später als „juristischer Schriftsteller“ bezeichnet, der sich „im Nazigeist ausgezeichnet“ habe. Ostler war Mitglied im Nationalsozialistischen Rechtswahrerbund (NSRB). Laut Friedlaender war Ostler Mitglied der NSDAP, sechzig Jahre später konnte Tillmann Krach eine Parteimitgliedschaft nicht verifizieren.
Ostler ließ sich nach 1945 als im „Widerspruch zum Nationalsozialismus stehend“ bezeichnen. Über seine eigene Entnazifizierung ist nichts bekannt. Ostler arbeitete zunächst an seinem Wohnort im Landkreis Wolfratshausen als Rechtsanwalt und war auch mit Spruchkammerverfahren befasst, in denen die Belasteten gemäß dem Befreiungsgesetz auch einen Anwalt hinzuziehen konnten.
Am 29. Juli 1948 wurde er als Rechtsanwalt beim Bayerischen Obersten Landesgericht zugelassen. Ab Dezember 1949 war er Vorsitzender des wiedergegründeten Münchener Anwaltvereins, wurde im Oktober 1951 bis 1979 Präsident des Bayerischen Anwaltverbandes und vertrat diesen ab 1959 als Vizepräsident im Deutschen Anwaltverein. Mit dessen späterem Präsidenten Erhard Senninger und Robert Geigel gründete er 1966 den Verein Selbsthilfe der Rechtsanwälte e. V.
Ostler publizierte in juristischen Fachzeitschriften und im Staudinger-Kommentar zum Bürgerlichen Gesetzbuch, war seit 1972 Mitherausgeber der NJW und gab eine Sammlung der Bayerischen Justizgesetze heraus. Von 1959 bis 1964 hatte er einen Lehrauftrag an der Universität München und war als Prüfer an der Auswahl und Beurteilung des juristischen Nachwuchses beteiligt. Ostler schrieb eine Geschichte des Anwaltsstandes in Deutschland.
Ostler wurde Ehrenpräsident des Bayerischen Anwaltverbandes und erhielt die Hans-Dahs-Plakette des Deutschen Anwaltvereins. Im Jahr 1961 wurde er mit dem Bayerischen Verdienstorden ausgezeichnet. Zu seinem 90. Geburtstag erhielt er das Bundesverdienstkreuz. Ostler wurde in Icking begraben.

## Schriften
- Das Gesetz zur Befreiung von Nationalsozialismus und Militarismus vom 5. März 1946 und sein Vollzug : persönliche Erfahrungen und Erinnerungen. NJW 1996, S. 821–825
- Die deutschen Rechtsanwälte 1871–1971. Essen : Juristischer Verlag Ellinghaus 1971
- Der deutsche Rechtsanwalt. Karlsruhe : C. F. Müller, 1963
- Abzahlungsgesetz / Crisolli-Ostler. Berlin : de Gruyter, 1958, 5. Aufl.
- Bayerische Justizgesetze. Erg.-Bd. 1957, Nach d. Stand vom 1. Januar 1957. München : Beck 1957
- Das Klageerzwingungsverfahren (§§ 172 ff. StPO.). Schletter, Breslau, 1931